# Mary Carpenter
Mary Carpenter, född 3 april 1807 i Exeter, Devonshire, död 14 juni 1877 i Bristol, var en engelsk författare och filantrop; syster till William Benjamin Carpenter.
Redan vid 16 års ålder började hon sin verka bland fattiga barn genom att undervisa i en söndagsskola, tillhörande den unitariska församlingen i Bristol, i vilken hennes far var pastor. Denna verksamhet utvidgades med tiden genom att hon först stiftade föreningar, som hade till mål att i religiöst och materiellt avseende höja de lägsta klasserna, och sedermera uppfostrings- och förbättringsanstalter, medelst vilka hon sökte skydda vanvårdade och vilseförda barn från dåligt inflytande. Den första länken i denna kedja var "Bristol Ragged School on S:t James' Back" (trasskola för utarmade barn), som öppnades 1846. 
Sedermera tillkom "Kingswood Reformatory School" (1852) och "Red Lodge Reformatory" (1854), vilka var förbättringsanstalter för minderåriga förbrytare - den förra för gossar, den senare för flickor. Över den sistnämnda, som ansågs som en mönsterskola, hade Carpenter ledningen ända till sin död. Inseende behovet av en länk mellan dylika anstalter och den förut nämnda trasskolan, inrättade hon 1858 en skyddsskola ("Park Row Industrial School") för vilseförda och vanartiga gossar, vartill 1866 lades en liknande för flickor. Slutligen tillkom 1872 en "Day Industrial Feeding School for Neglected and Destitute Children" (för både pojkar och flickor), vilken riktade sig till fattiga barn, som genom vanvård och dåliga exempel var utsatta för att inledas på avvägar.
Carpenter lyckades genom sin verksamhet även påverka politiker, vilket ledde till att Storbritannien fick ett väl genomfört system till skydd för och förbättring av vanvårdad och vilseförd ungdom. Utöver ovannämnda institutioner inrättade Carpenter i Bristol även en så kallad "Workman's Hall" (arbetarklubb) och ett "Boys' Home" (en fristad för gossar, som själva kunna försörja sig, men saknade hem).
År 1866 företog Carpenter en resa till Indien, med huvudsakligt ändamål att söka åstadkomma någon förbättring i de hinduiska kvinnornas uppfostran och sociala ställning, och återvände dit ytterligare tre gånger, 1868, 1869 och 1875. Även till USA, Tyskland och Schweiz företog hon resor för att studera dessa länders förbättringsanstalter och fångvårdssystem. Såsom hedersledamot tillhörde hon den av lord Brougham 1857 stiftade föreningen "National Association for the Promotion of Social Science" och deltog med stort intresse i dess förhandlingar.
Carpenters litterära verksamhet rörde sig främst inom området för hennes filantropiska arbete. Hon utgav dessutom åtskilliga andra arbeten, bland annat en mängd ströskrifter (innehållande föredrag, skrivelser till auktoriteter o.s.v.).